# Vetschau (Aken)
Vetschau is een gehucht in de Duitse gemeente Aken, deelstaat Noordrijn-Westfalen. Het maakt deel uit van het stadsdeel Laurensberg en telt ongeveer 100 huizen. Het ligt niet ver van de Nederlandse grens bij de grensovergang Vetschau aan de Duitse A4, respectievelijk de Nederlandse A76.

## Geografie
Vetschau is een typisch lintdorp met veel oude boerderijen die ontstaan zijn langs een middeleeuwse verbindingsweg tussen Aken en Heerlen, daar waar deze de weg naar Bocholtz kruiste. Het ligt in het landelijke, westelijke deel van Aken, in het laagland aan de voet van de Vetschauer Berg. Het ligt ongeveer een kilometer ten noordwesten van Laurensberg en hoewel het formeel tot dit stadsdeel wordt gerekend, grenst het in het oosten direct aan Richterich (buurtschap Huf). In de nabijheid van Vetschau ontspringt de Amstelbach.

## Bezienswaardigheden
Bijzondere bouwwerken die hier te vinden zijn, zijn de Niersteiner Höfe: drie van elkaar onafhankelijke landhuizen aan weerszijden van de Laurensberger Straße waarvan de geschiedenis teruggaat tot de veertiende eeuw. Aan de Bocholtzer Straße liggen tegenover elkaar de Kleine Hof en de Große Hof, twee eveneens monumentale witgeschilderde hoeves.
De Vetschauer Berg ligt ten zuiden van het gehucht. Deze heuvel markeert het begin van het voorland van de Eifel. Op de top bevindt zich het landgoed Gut Paulinenhof, waar naast twee boerderijen de romp van een oude windmolen staat. Rond de heuvel zijn ook diverse restanten te vinden van de Westwall, zoals bunkers en zogenaamde drakentanden (betonnen antitankhindernissen).
Vlak ten zuiden van Vetschau liep vroeger de spoorlijn Aken - Maastricht via Simpelveld. Een deel van deze spoorlijn is in gebruik als toeristische attractie door de Zuid-Limburgse Stoomtrein Maatschappij met Duitse railbussen. In Vetschau is de eindhalte, Station Vetschau. Na deze halte loopt de spoorbedding enkele kilometers door richting Richterich. De laatste kilometers zijn onbruikbaar geworden doordat spoorstaven deels verdwenen zijn in het asfalt en vanwege de massale overwoekering door onkruid en bomen. De aansluiting op het hoofdspoor naar Aken is opgebroken en weggehaald.

## Fotogalerij

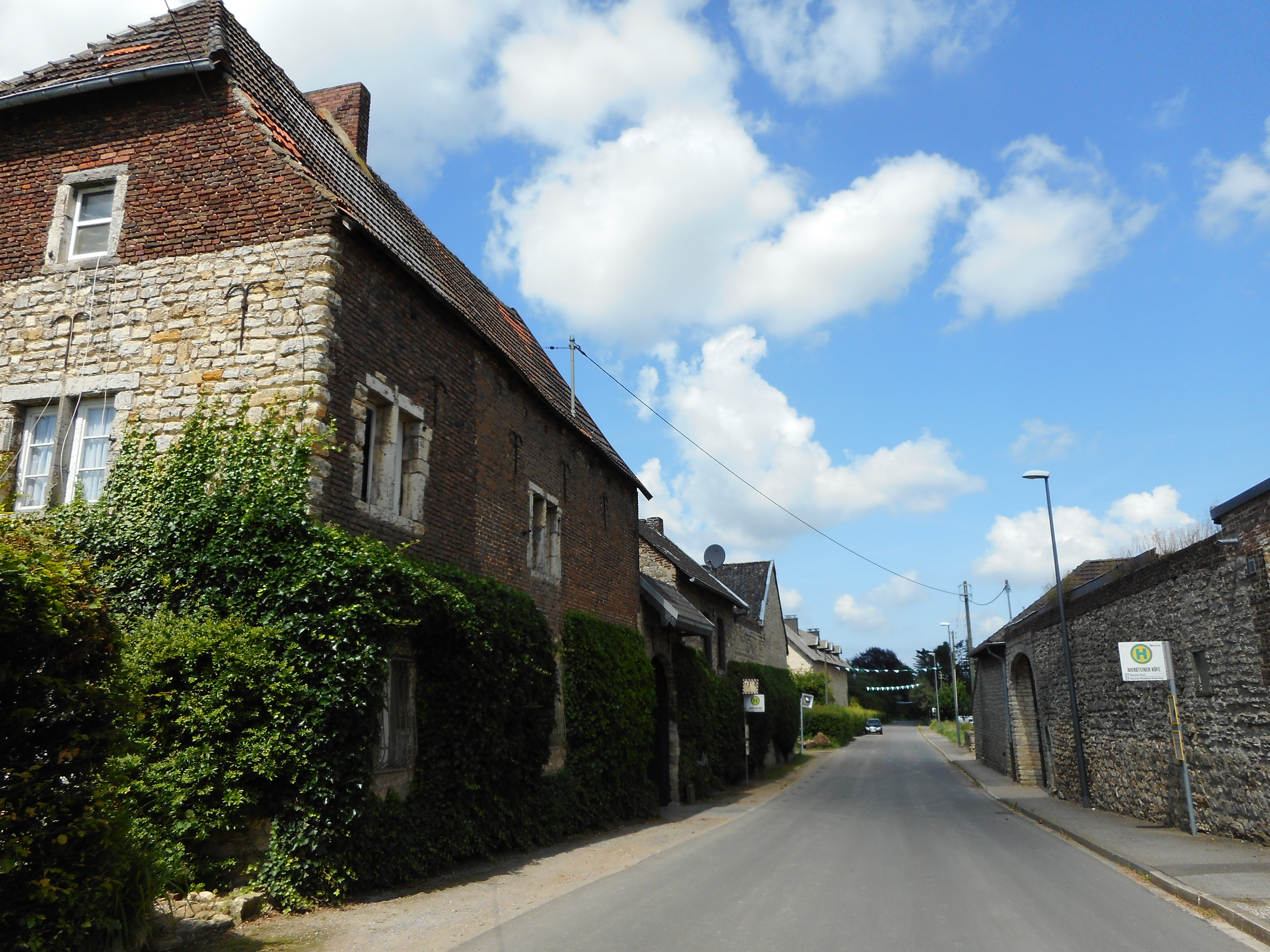
Niersteiner Höfe
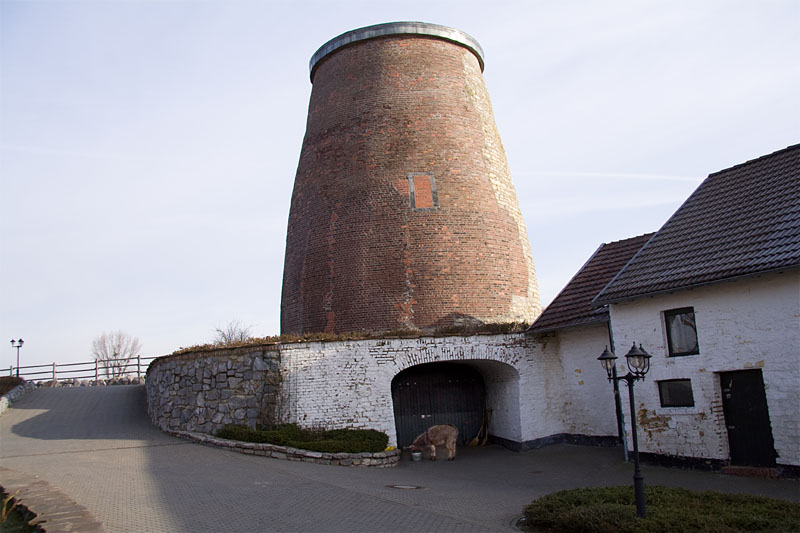
Vetschauer Mühle
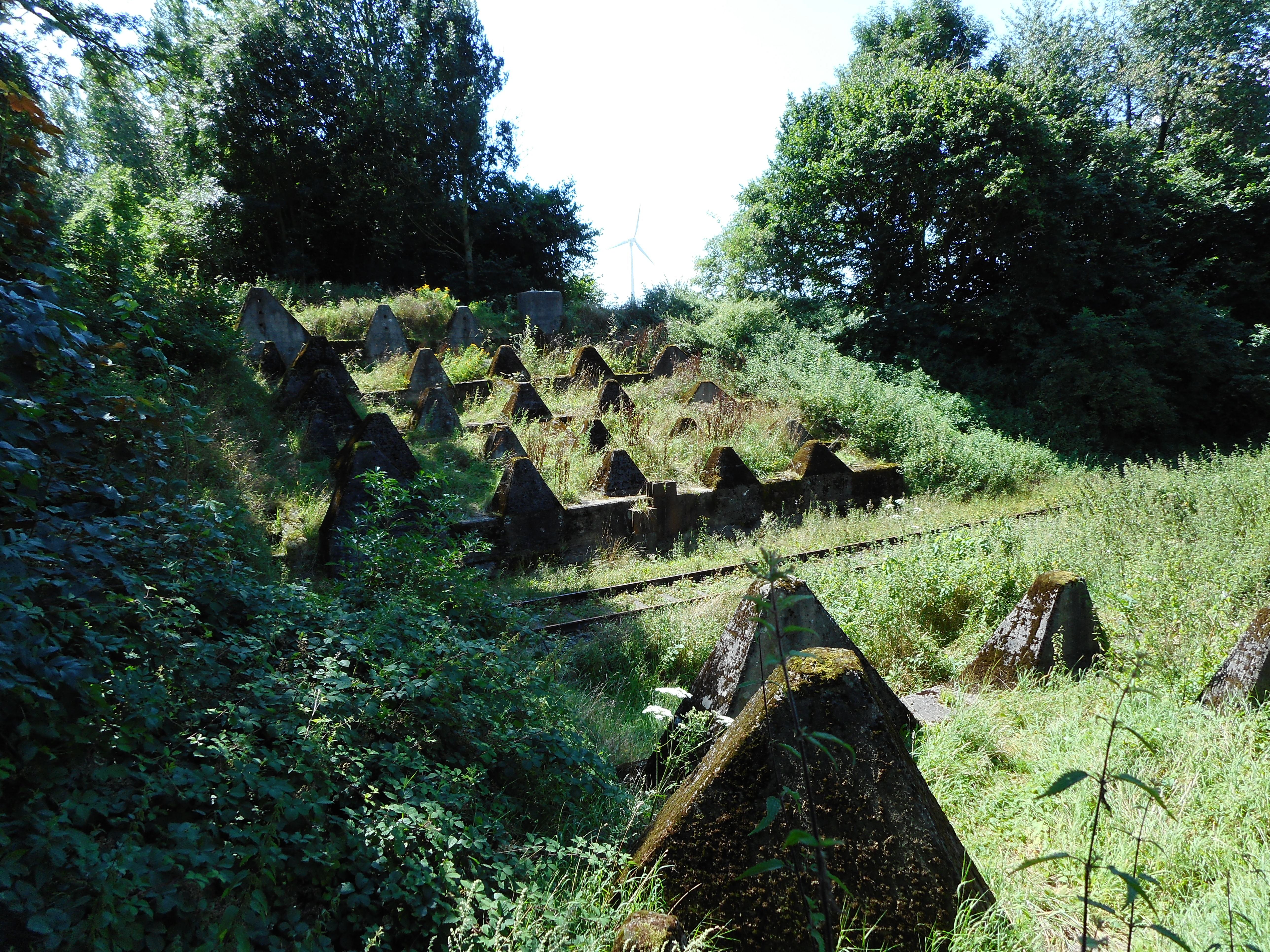
Drakentanden
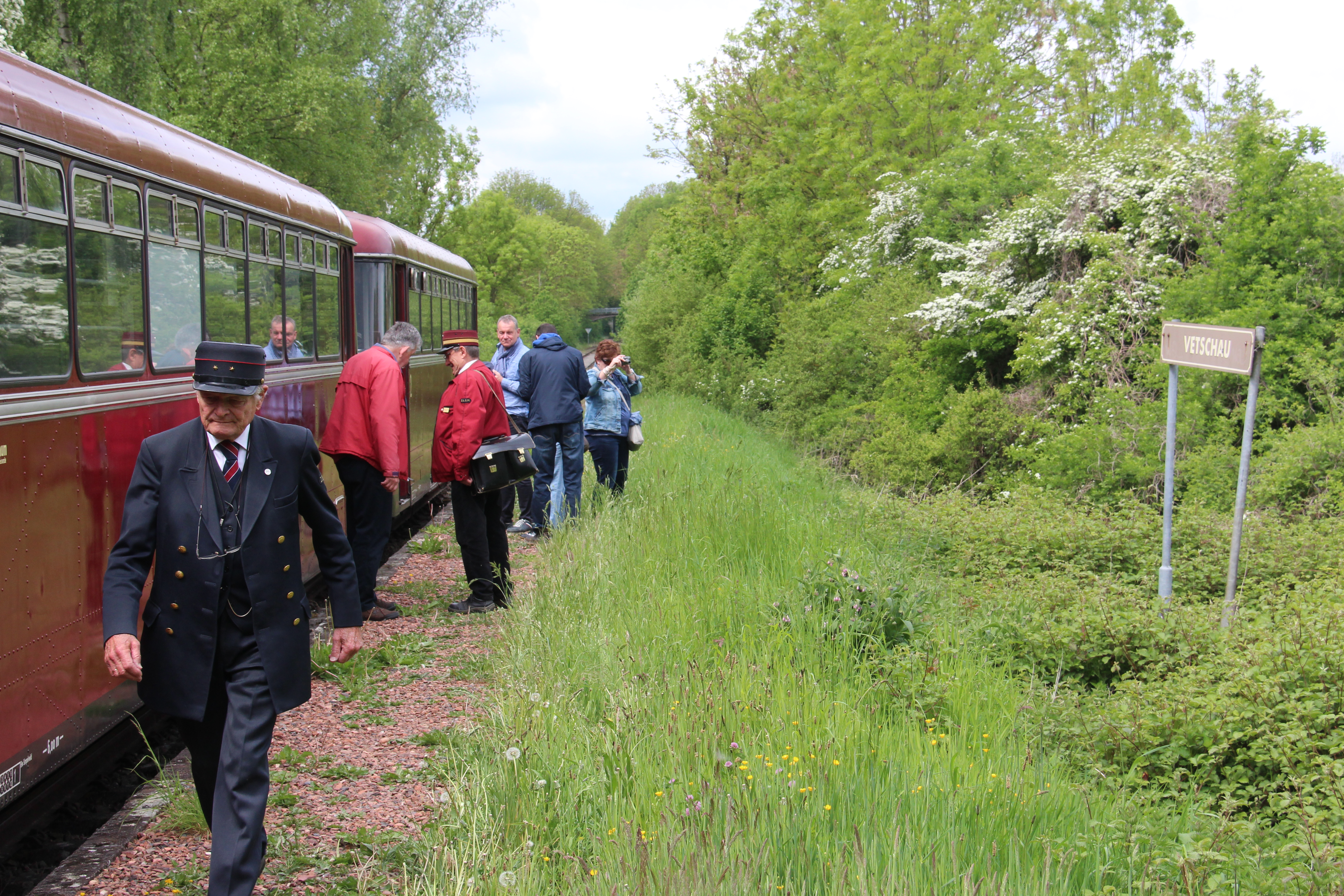
ZLSM Station Vetschau

## Nabijgelegen kernen
Horbach, Bocholtz (Nederland), Richterich, Laurensberg